# Saharska klima
Ili vruća pustinjska klima (BWh). Područja s tim klimama su pod utjecajem suptropskih maksimuma u kojima se zrak spušta. Iako je zagrijavanje vrlo jako, ne postoje uvjeti za nastanak jačih konvekcijskih pljuskova jer se zagrijani prizemni zrak, zbog spuštanja zraka na većoj visini, ne može slobodno izdizati. Ova su područja preblizu ekvatoru da bi ih češće zahvatile ciklone s polarne fronte, a predaleko od ekvatora da bi ih ljeti zahvatile tropske depresije na ekvatorskoj fronti.
Takva se klima pojavljuje:
U Africi – saharska Afrika (Sahara, Libijska pustinja, Arapska pustinja, obala Somalije), unutrašnjost jugozapadne Afrike.
U Aziji – gotovo na cijelom Arapskom poluotoku, veći dijelovi Irana, Pakistana, sjeverozapadne Indije.
U Sjevernoj Americi – u Meksiku, Sonora u SAD-u te uz obale Kalifornijskog zaljeva (Dolina smrti).
U Australiji – Velika Viktorijina pustinja.
Tu klimu imaju i područja izložena hladnim morskim strujama.